# MTV Minas
MTV Minas foi uma emissora de televisão brasileira com sede em Belo Horizonte, MG. Operava no canal 16 UHF e era afiliada da MTV Brasil até 2013.

## História
Em 2000, Marco Aurélio Jarjour Carneiro presidente e fundador do Grupo Bel, conseguiu concessão da TV Serra Azul para operar a retransmissora da antiga MTV Brasil no canal 29 em Belo Horizonte. No ano de sua estreia, seguindo a inovação de sua matriz no país, ela lançou o primeiro reality show do Brasil, chamado Barão na Balada. Ele ficou no ar até 2001 e foi dirigido por Rodrigo Jacques Carneiro, filho do presidente do Grupo Bel.
Em 2009, a emissora lançou o programa Trilha MTV com a apresentação de Laura Damasceno com duração de 30 minutos. Logo depois, Eduardo Schechtel apresentou o programa, e em 2011, Nathália Lima assumiu o programa.
Em 2011, foi feita uma seleção de VJ's na capital para apresentar o programa Let’s Burn MTV, antigo Giro Burn MTV, que exibe as baladas e restaurantes mais movimentados da cidade durante os intervalos da programação. O programa foi feito em parceria com o energético Burn, feito pela The Coca-Cola Company. Paulo Peixoto, estudante de cinema e audiovisual, ganhou, além da apresentação da terceira temporada do programa, dois mil reais.
Em 2013, com o fim da MTV Brasil, o canal virou uma retransmissora da cabeça de rede, que passou a ser a Ideal TV, de 2020 á 2021 passou a ser a Loading e desde 2025 passou a ser a Xsports.

## Programas
Alguns programas compuseram a grade da emissora, e foram descontinuados:
- Giro Burn MTV
- Let's Burn MTV
- Trilha MTV